# Eduardo Sánchez Beato
Eduardo Sánchez-Beato Parrillas (6 de abril de 1948) es un pintor, dibujante y escultor español.

## Biografía
Nació en Toledo en 1948en la calle del Pozo Amargo. En esta ciudad realizó sus estudios de bachillerato y magisterio. Aunque de formación esencialmente autodidacta fue también discípulo de Cecilio Guerrero Malagón durante un curso en la Escuela de Artes y Oficios Artísticos de Toledo. Tuvo Mención en los Concursos Nacionales de 1971, Madrid. En 1972 consigue una primera beca de creación artística en España de la Fundación Juan March, obteniendo una segunda beca en 1973 para creación artística en el Extranjero (Italia).

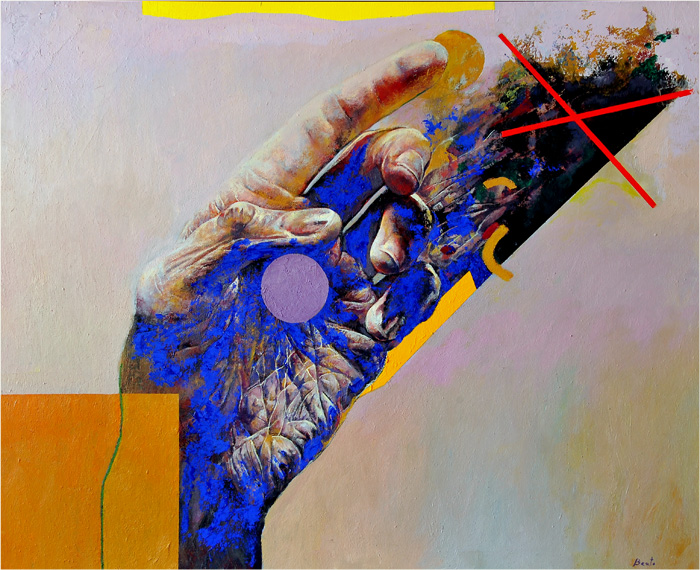
Digital, 2015

Como fundador y miembro de la Galería y Grupo Tolmo de Toledo ha desarrollado una importante labor como promotor y difusor del arte contemporáneo, así como participado en exposiciones del Grupo tanto en España como en Japón, Francia, Austria, Suiza, etc. Ha realizado 45 exposiciones individuales en distintas ciudades: Museo de Santa Cruz en Toledo, Sala el Brocense del museo de Arte Contemporáneo de Cáceres, Asamblea de Extremadura de Mérida, La General de Granada, en galerías de Madrid, Milán, Lisboa, Barcelona, Alicante, Santander, Sala El Polvorín, parque de la Ciudadela de Pamplona, Sala Oquendo de San Sebastián, y más de 300 exposiciones colectivas. Así mismo ha participado en ferias de arte como ARCO en Madrid, ART 7,76 de Basilea, KUNSTRAI de Ámsterdam, BIAF de Barcelona, Dearte Madrid, EUROP’ ART Ginebra, LINEART Gante y ART Miami.
Obras suyas han sido adquiridas por el Museo de Arte Contemporáneo Reina Sofía de Madrid, Fundación Juan March, Museo de Santa Cruz de Toledo, Museo de Cáceres, de Valdepeñas, Diputación y Ayuntamiento de Toledo, Museo de Arte Contemporáneo de Villafamés, Colección de Arte Contemporáneo de Castilla-La Mancha.

## Premios y reconocimientos
- Molino de Oro en la Exposición Nacional de Valdepeñas (1975).[3]
- Beca del Ministerio de Cultura, para investigación y Creación de Nuevas Formas Expresivas en las Artes Plásticas (1980).

- Adquisición de Obra para el Patrimonio Nacional de Museos. Madrid (1981).
- Primer premio de la Bienal del Tajo (1989).
- Premio de la Fundación Toledo como componente del grupo Tolmo (1989).[4]
- Medalla de Oro Ciudadano Europeo, Foro Europa 2001 (2014).
- Premio Extraordinario al Mérito Cultural de Castilla-La Mancha (2022).